# Основание армии (2017)
Основание армии (кит. трад. 建军大业 ) — китайская историческая военная драма 2017 года, снятая режиссёром Эндрю Лау на кинокомрании China Film Group Corporation в ознаменование 90-летия основания Народно-освободительной армии Китая.
Фильм заключительная часть трилогии «Великое дело основания государства» (2009), наряду с «Создание партии» (2011).
Премьера фильма состоялась 28 июля 2017 года к 90-летнему юбилею со дня основания НОАК.

## Сюжет
В 1927 года ответ на контрреволюционный переворот Ван Цзинвэя и Чан Кайши, предавших дело революции, началось организованное Компартией Китая и примкнувших к ним рабочих дружин и крестьянских отрядов самообороны Наньчанское восстание. В ходе жестоких партийных чисток, вошедших в историю КНР как «шанхайская резня», коммунисты и им сочувствующие были удалены из рядов Гоминьдана.
Мятежники захватили гарнизон в городе Наньчан. Именно эти события и отражены в фильме.
С тех пор 1 августа 1927 года отмечается в КНР как день рождения Народно-освободительной армии Китая.

## В ролях
- Лю Е — Мао Цзэдун
- Чэнь Кунь — Чжоу Эньлай
- Лу Хань — Дэн Сяопин
- Ляо Фань — Чжу Дэ
- Дэниел Ву
- Ванг Юнчун —  Хэ Лун
- Оху Оу  — Е Тин
- Лю Хаоран — Су Юй
- Ма Тяньюй — Линь Бяо
- Чжан Исин — Деминг Лу
- Тан Гоцян — Мао Цзэдун в зрелые годы
- Ян Кайхуэй — Ли Цинь, вторая жена Мао Цзэдуна
- Крис У
- Тони Люн Ка-фай
- Алекс Фон
- Бай Кэ
- Итан Ли
- Шу Ци
- Сун Цзя
- Чжан Ю Хао
- Го Сяо Дун
- У Юэ
- Ван Синь
- Чжэн Кай